# Vedaraniyam
Vedaraniyam är en ort i Indien.   Den ligger i distriktet Nagapattinam och delstaten Tamil Nadu, i den södra delen av landet, 2 000 km söder om huvudstaden New Delhi. Vedaraniyam ligger 9 meter över havet och antalet invånare är 32 245.
Terrängen runt Vedaraniyam är mycket platt. Havet är nära Vedaraniyam österut.  Det finns inga andra samhällen i närheten.